# Örskär - Fjällskär
Örskär - Fjällskär este o arie protejată (arie specială de conservare — SAC, sit de importanță comunitară — SCI) din Finlanda întinsă pe o suprafață de 5,56 ha, din care 5 % marine.

## Localizare
Centrul sitului Örskär - Fjällskär este situat la coordonatele 59°59′29″N 21°01′39″E / 59.991389°N 21.0275°E.

## Înființare
Situl Örskär - Fjällskär a fost declarat sit de importanță comunitară în octombrie 1997 pentru a proteja 1 specie de animale. Situl a fost protejat și ca arie specială de conservare în decembrie 2015.

## Biodiversitate
Situată în ecoregiunea boreală, aria protejată conține 1 habitat natural: Insulițe și insule mici din Baltica boreală.
La baza desemnării sitului se află o specie protejată de  mamifere: Halichoerus grypus.
Pe lângă speciile protejate, pe teritoriul sitului au mai fost identificate 2 specii de păsări.